# Olbothrepta
Olbothrepta är ett släkte av fjärilar. Olbothrepta ingår i familjen Lecithoceridae.
Kladogram enligt Catalogue of Life:
| Olbothrepta | \| \| Olbothrepta corythista \| \| \| \| \| \| Olbothrepta hydrosema \| \| \| \| \| \| Olbothrepta sphaeristis \| \| \| \| |
|             | \| \| Olbothrepta corythista \| \| \| \| \| \| Olbothrepta hydrosema \| \| \| \| \| \| Olbothrepta sphaeristis \| \| \| \| |
|             | Olbothrepta corythista |
|             | |
|             | Olbothrepta hydrosema |
|             | |
|             | Olbothrepta sphaeristis |
|             | |